# Mark Messier Leadership Award
Mark Messier Leadership Award – nagroda indywidualna przyznawana każdego sezonu zawodnikowi ligi NHL, który wyróżnia się poprzez pozytywny przykład w działaniu na lodzie, motywację członków zespołu i poświęcenie się działalności społecznej i charytatywnej.
Nazwa trofeum stanowi uhonorowanie postaci byłego hokeisty, Marka Messiera, który dotychczas jako jedyny zawodnik zdobył Puchar Stanleya z dwoma drużynami pełniąc w nich rolę kapitana (1990 z Edmonton Oilers i 1994 z New York Rangers). Nagroda została ustanowiona w 2007 roku, a jej sponsorem była firma Cold-fX. Obecnie patronat pełni przedsiębiorstwo Bridgestone.

## Nagrodzeni
- 2007 – Chris Chelios, Detroit Red Wings
- 2008 – Mats Sundin, Toronto Maple Leafs
- 2009 – Jarome Iginla, Calgary Flames
- 2010 – Sidney Crosby, Pittsburgh Penguins
- 2011 – Zdeno Chára, Boston Bruins
- 2012 – Shane Doan, Phoenix Coyotes
- 2013 – Daniel Alfredsson, Ottawa Senators
- 2014 – Dustin Brown, Los Angeles Kings
- 2015 – Jonathan Toews, Chicago Blackhawks
- 2016 – Shea Weber, Nashville Predators
- 2017 – Nick Foligno, Columbus Blue Jackets
- 2018 – Deryk Engelland, Vegas Golden Knights
- 2019 – Wayne Simmonds, Philadelphia Flyers/Nashville Predators
- 2020 – Mark Giordano, Calgary Flames
- 2021 – Patrice Bergeron, Boston Bruins
- 2022 – Anže Kopitar, Los Angeles Kings
- 2023 – Steven Stamkos, Tampa Bay Lightning
- 2024 – Jacob Trouba, New York Rangers